# Hans Brandtun
Hans Martin Brandtun (Bergen, 16 agosto 1963) è un dirigente sportivo ed ex calciatore norvegese, di ruolo difensore.

## Carriera

### Giocatore

#### Club
Brandtun giocò per il Brann dal 1980 al 1988. Con questa squadra, vinse la Coppa di Norvegia 1982. Passò poi al Rosenborg, formazione per cui esordì in campionato il 25 maggio 1989, subentrando a Per Joar Hansen nel pareggio per 2-2 in casa del Kongsvinger. L'anno successivo passò al Fyllingen, per cui debuttò il 29 aprile 1990, quando fu titolare nel successo per 4-1 sullo Start. Nel 1992 fu in forza al Fana.

#### Nazionale
Brandtun conta 14 presenze per la Norvegia under 21. Esordì il 15 giugno 1982, schierato titolare nel successo per 0-1 sulla Danimarca under 21. Giocò un'unica partita per la Nazionale maggiore, quando sostituì Hans Herman Henriksen nel successo per 4-2 sul Galles.

### Dopo il ritiro
Una volta conclusa la carriera agonistica, ricoprì la carica di presidente del Brann dal 2009 al 2010.

## Palmarès

### Club

#### Competizioni nazionali
- Coppa di Norvegia: 1

Brann: 1982